# Пржиновац
Пржиновац је насељено место у саставу града Опузена, Дубровачко-неретванска жупанија, Република Хрватска. 

## Историја
До територијалне реорганизације у Хрватској налазио се у саставу старе општине Метковић. Као самостално насељено место, Пржиновац постоји од пописа 2011. године. Настало је издвајањем дела насеља [[]].

## Становништво
На попису становништва 2011. године, Пржиновац је имао 33 становника. За национални састав 1991. године погледати под [[]].